# Luzula calabra
L'erba lucciola di Calabria (Luzula calabra Ten., 1829) è una pianta erbacea, perenne dai fusti eretti, appartenente alla famiglia delle Giuncacee, endemica della Calabria.

## Descrizione

### Radici
La radice è costituita da un rizoma.

### Fusto
Il fusto eretto alto fino a 40 cm, 

### Foglie
Le foglie sono binervi, più o meno pubescenti, presente 5-6 peduncoli lunghi 2–3 cm, avvolti da due foglie larghe 2–3 cm

### Fiore
L'infiorescenza è costituita da spighe più o meno sessili, terminanti spesso in un capolino, il colore di queste spighe varia dal gialliccio, al rosso scuro fino al nero. 

### Semi
Semi bislunghi, striati di bianco e con corta appendice bianca.

## Distribuzione e habitat
Pianta endemica della Calabria, si trova nei prati e nei ruderati della bassa e media montagna dai 500 ai 1400 m s.l.m. Predilige i luoghi umidi.

## Tassonomia
In passato questa entità era considerata una varietà della più comune Luzula campestris (Luzula campestris var. calabra (Ten.) Buchenau); attualmente è considerata invece una entità distinta, con il rango di specie.
Il numero cromosomico di Luzula calabra è 2n=24.